# The Great Misdirect
The Great Misdirect es el sexto álbum de estudio de la banda Between the Buried and Me, lanzado el 27 de octubre del 2009.
El álbum es descrito por el vocalista Tommy Rogers como "algo del mejor material que nunca habíamos creado."

## Lista de canciones
1. "Mirrors" - 3:38
2. "Obfuscation" - 9:15
3. "Disease, Injury, Madness" - 11:03
4. "Fossil Genera - A Feed from Cloud Mountain" - 12:11
5. "Desert of Song" - 5:34
6. "Swim to the Moon" - 17:54 (Part I - 6:10, Part II - 11:44)